# Sycon elegans
Sycon elegans är en svampdjursart som först beskrevs av James Scott Bowerbank 1845.  Sycon elegans ingår i släktet Sycon och familjen Sycettidae. Inga underarter finns listade i Catalogue of Life.